# Sokol (motorfiets)
|                                   |
| Sokól 995 cc zijklep-V-twin       |
| Sokól 995 cc Ursus zijklep-V-twin |

Sokól (valk) is een historisch motorfietsmerk.
Sokól: Państwowe Zakłady Inżynierii, Warszawa (1929-1939 en 1946-1950). 

## 1929-1939
Pools merk dat tot aan de Tweede Wereldoorlog robuuste 995 cc V-twins en 598 cc eencilinder zijkleppers met naar voren hellende cilinder bouwde. Als voorbeeld diende de BSA 600 cc sloper. De machines werden voornamelijk voor het Poolse leger gebouwd, vandaar dat de Tweede Wereldoorlog een einde aan de productie maakte. De typeaanduidingen van de Sokól-machines waren soms CWS-gevolgd door een nummer. CWS was de overkoepelende organisatie van de Poolse motorfabrikanten. Sokól was in die tijd ook bekend als PZI (Państwowe Zakłady Inżynierii).

## 1946-1950
In 1946 werd aangevangen met de productie van de Sokól M01, een 125 cc-model dat was gebaseerd op oorlogsbuit: de DKW RT 125. De productie vond nu plaats in Pánstowych Zakladach Samochodowych nr. 2 (PZS) in Warschau. De motorblokjes werden in de buurt van Wrocław geproduceerd, maar er waren er ook waar het merk WFM uit Warschau in stond. In 1950 werd de productie weer beëindigd. Er waren toen slechts ca. 2.000 motorfietsjes geproduceerd. In de fabriek in Warschau werden vanaf eind 1951 de WFM motorfietsen en scooters geproduceerd.